# Senatori dell'Iowa
L'Iowa è entrato a far parte dell'Unione il 28 dicembre 1846. Elegge senatori di classe 2 e 3. Gli attuali senatori sono i repubblicani Chuck Grassley e Joni Ernst. Fino al 1913 i senatori vennero eletti dall'Assemblea generale dell'Iowa, e con l'approvazione del XVII emendamento alla Costituzione, in seguito i senatori vennero eletti dai cittadini dello stato. Ogni mandato dura sei anni e le diverse classi di senatori vengono elette a intervalli di due anni, in modo che ogni biennio venga rinnovato un terzo del Senato.

## Elenco

### Classe 2
| N.      | Foto    | Senatore             | Partito      | Carica           | Carica           | Congresso                                                                              | Mandati                                                        | Elezioni                                                       |
| N.      | Foto    | Senatore             | Partito      | Inizio           | Termine          | Congresso                                                                              | Mandati                                                        | Elezioni                                                       |
| ------- | ------- | -------------------- | ------------ | ---------------- | ---------------- | -------------------------------------------------------------------------------------- | -------------------------------------------------------------- | -------------------------------------------------------------- |
| Vacante | Vacante | Vacante              | Vacante      | 28 dicembre 1846 | 7 dicembre 1848  | 29 · 30                                                                                | Elezione avvenuta in ritardo rispetto all'ingresso nell'Unione | Elezione avvenuta in ritardo rispetto all'ingresso nell'Unione |
| 1       |         | George W. Jones      | Democratico  | 7 dicembre 1848  | 3 marzo 1859     | 30 · 31 · 32 · 33 · 34 · 35                                                            | 2                                                              | 1848 · 1852 Non ottenne la ricandidatura                       |
| 2       |         | James W. Grimes      | Repubblicano | 4 marzo 1859     | 6 dicembre 1869  | 36 · 37 · 38 · 39 · 40 · 41                                                            | 1 1⁄2                                                          | 1858 · 1864 Dimessosi                                          |
| Vacante | Vacante | Vacante              | Vacante      | 6 dicembre 1869  | 18 gennaio 1870  | 41                                                                                     |                                                                |                                                                |
| 3       |         | James B. Howell      | Repubblicano | 18 gennaio 1870  | 3 marzo 1871     | 41                                                                                     | 1⁄2                                                            | Eletto per terminare il mandato Non ricandidatosi              |
| 4       |         | George G. Wright     | Repubblicano | 4 marzo 1871     | 3 marzo 1877     | 42 · 43 · 44                                                                           | 1                                                              | 1870 Non ricandidatosi                                         |
| 5       |         | Samuel J. Kirkwood   | Repubblicano | 4 marzo 1877     | 7 marzo 1881     | 45 · 46 · 47                                                                           | 1⁄2                                                            | 1877 Dimessosi per diventare Segretario degli Interni          |
| 6       |         | James W. McDill      | Repubblicano | 8 marzo 1881     | 3 marzo 1883     | 48                                                                                     | 1⁄2                                                            | Eletto per terminare il mandato Non ricandidatosi              |
| 7       |         | James F. Wilson      | Repubblicano | 4 marzo 1883     | 3 marzo 1895     | 48 · 49 · 50 · 51 · 52 · 53                                                            | 2                                                              | 1882 · 1888 Non ricandidatosi                                  |
| 8       |         | John H. Gear         | Repubblicano | 4 marzo 1895     | 14 luglio 1900   | 54 · 55 · 56                                                                           | 1⁄2                                                            | 1894 · 1900 Deceduto                                           |
| Vacante | Vacante | Vacante              | Vacante      | 14 luglio 1900   | 22 agosto 1900   | 56                                                                                     |                                                                |                                                                |
| 9       |         | Jonathan P. Dolliver | Repubblicano | 22 agosto 1900   | 15 ottobre 1910  | 56 · 57 · 58 · 59 · 60 · 61                                                            | 1 1⁄2                                                          | Nominato per terminare il mandato · 1902 · 1907 Deceduto       |
| Vacante | Vacante | Vacante              | Vacante      | 15 ottobre 910   | 12 novembre 1910 | 61                                                                                     |                                                                |                                                                |
| 10      |         | Lafayette Young      | Repubblicano | 12 novembre 1910 | 11 aprile 1911   | 61 · 62                                                                                | 1⁄2                                                            | Nominato per continuare il mandato Perse l'elezione            |
| 11      |         | William S. Kenyon    | Repubblicano | 12 aprile 1911   | 24 febbraio 1922 | 62 · 63 · 64 · 65 · 66 · 67                                                            | 1 1⁄2                                                          | Eletto per terminare il mandato · 1913 · 1918 Dimessosi        |
| 12      |         | Charles A. Rawson    | Repubblicano | 24 febbraio 1922 | 1 dicembre 1922  | 67                                                                                     | 1⁄2                                                            | Nominato per continuare il mandato Non ricandidatosi           |
| 13      |         | Smith W. Brookhart   | Repubblicano | 1 dicembre 1922  | 12 aprile 1926   | 68 · 69                                                                                | 1⁄2                                                            | Eletto per terminare il mandato · 1924 Elezione contestata     |
| 14      |         | Daniel F. Steck      | Democratico  | 12 aprile 1926   | 3 marzo 1931     | 70 · 71                                                                                | 1⁄2                                                            | Vinse l'elezione contestata Perse la rielezione                |
| 15      |         | Lester J. Dickinson  | Repubblicano | 4 marzo 1931     | 3 gennaio 1937   | 72 · 73 · 74                                                                           | 1                                                              | 1930 Perse la rielezione                                       |
| 16      |         | Clyde L. Herring     | Democratico  | 3 gennaio 1937   | 3 gennaio 1943   | 75 · 76 · 77                                                                           | 1                                                              | 1936 Perse la rielezione                                       |
| 17      |         | George A. Wilson     | Repubblicano | 3 gennaio 1943   | 3 gennaio 1949   | 78 · 79 · 80                                                                           | 1                                                              | 1942 Perse la rielezione                                       |
| 18      |         | Guy Gillette         | Democratico  | 3 gennaio 1949   | 3 gennaio 1955   | 81 · 82 · 83                                                                           | 1                                                              | 1948 Perse la rielezione                                       |
| 19      |         | Thomas E. Martin     | Repubblicano | 3 gennaio 1955   | 3 gennaio 1961   | 84 · 85 · 86                                                                           | 1                                                              | 1954 Non ricandidatosi                                         |
| 20      |         | Jack Miller          | Repubblicano | 3 gennaio 1961   | 3 gennaio 1973   | 87 · 88 · 89 · 90 · 91 · 92                                                            | 2                                                              | 1960 · 1966 Perse la rielezione                                |
| 21      |         | Dick Clark           | Democratico  | 3 gennaio 1973   | 3 gennaio 1979   | 93 · 94 · 95                                                                           | 1                                                              | 1972 Perse la rielezione                                       |
| 22      |         | Roger Jepsen         | Repubblicano | 3 gennaio 1979   | 3 gennaio 1985   | 96 · 97 · 98                                                                           | 1                                                              | 1978 Perse la rielezione                                       |
| 23      |         | Tom Harkin           | Democratico  | 3 gennaio 1985   | 3 gennaio 2015   | 99 · 100 · 101 · 102 · 103 · 104 · 105 · 106 · 107 · 108 · 109 · 110 · 111 · 112 · 113 | 5                                                              | 1984 · 1990 · 1996 · 2002 · 2008 Non ricandidatosi             |
| 24      |         | Joni Ernst           | Repubblicano | 3 gennaio 2015   | in carica        | 114 · 115 · 116 · 117 · 118 · 119                                                      | 2                                                              | 2014 · 2020                                                    |

### Classe 3
| N.      | Foto         | Senatore               | Partito         | Carica           | Carica                      | Congresso | Mandati                                                        | Elezioni                                                       |
| N.      | Foto         | Senatore               | Partito         | Inizio           | Termine                     | Congresso | Mandati                                                        | Elezioni                                                       |
| ------- | ------------ | ---------------------- | --------------- | ---------------- | --------------------------- | --- | -------------------------------------------------------------- | -------------------------------------------------------------- |
| Vacante | Vacante      | Vacante                | Vacante         | 28 dicembre 1846 | 7 dicembre 1848             | 29 · 30 | Elezione avvenuta in ritardo rispetto all'ingresso nell'Inione | Elezione avvenuta in ritardo rispetto all'ingresso nell'Inione |
| 1       |              | Augustus C. Dodge      | Democratico     | 7 dicembre 1848  | 22 febbraio 1855            | 30 · 31 · 32 · 33 | 1 1⁄2                                                          | 1848 · 1849 Dimessosi per divenire Ambasciatore in Spagna      |
| Vacante | Vacante      | Vacante                | Vacante         | 22 febbraio 1855 | 3 marzo 1855                | 33 |                                                                |                                                                |
| 2       |              | James Harlan           | Free Soil       | 4 marzo 1855     | 5 gennaio 1857              | 34 | 1 1⁄2                                                          | 1855 Elezione invalidata                                       |
| 2       | Vacante      | Vacante                | 5 gennaio 1857  | 29 gennaio 1857  | 34                          | | 1 1⁄2                                                          |                                                                |
| 2       | James Harlan | Repubblicano           | 29 gennaio 1857 | 15 maggio 1865   | 34 · 35 · 36 · 37 · 38 · 39 | 1857 · 1860 Dimessosi per diventare Segretario degli Interni                                                                               | 1 1⁄2                                                          |                                                                |
| Vacante | Vacante      | Vacante                | Vacante         | 15 maggio 1865   | 13 gennaio 1866             | 39 |                                                                |                                                                |
| 3       |              | Samuel J. Kirkwood     | Repubblicano    | 13 gennaio 1866  | 3 marzo 1867                | 39 | 1⁄2                                                            | Eletto per terminare il mandato Non ottenne la ricandidatura   |
| 4       |              | James Harlan           | Repubblicano    | 4 marzo 1867     | 3 marzo 1873                | 40 · 41 · 42 | 1                                                              | 1866 Perse la rielezione                                       |
| 5       |              | William B. Allison     | Repubblicano    | 4 marzo 1873     | 4 agosto 1908               | 43 · 44 · 45 · 46 · 47 · 48 · 49 · 50 · 51 · 52 · 53 · 54 · 55 · 56 · 57 · 58 · 59 · 60                                                    | 5 1⁄2                                                          | 1872 · 1878 · 1884 · 1890 · 1896 · 1902 Deceduto               |
| Vacante | Vacante      | Vacante                | Vacante         | 4 agosto 1908    | 24 novembre 1908            | 60 |                                                                |                                                                |
| 6       |              | Albert B. Cummins      | Repubblicano    | 24 novembre 1908 | 30 luglio 1926              | 60 · 61 · 62 · 63 · 64 · 65 · 66 · 67 · 68 · 69                                                                                            | 2 1⁄2                                                          | Eletto per terminare il mandato · 1909 · 1914 · 1920 Deceduto  |
| Vacante | Vacante      | Vacante                | Vacante         | 30 luglio 1926   | 7 agosto 1926               | 69 |                                                                |                                                                |
| 7       |              | David W. Stewart       | Repubblicano    | 7 agosto 1926    | 3 marzo 1927                | 69 | 1⁄2                                                            | Nominato per terminare il mandato Non ricandidatosi            |
| 8       |              | Smith W. Brookhart     | Repubblicano    | 4 marzo 1927     | 3 marzo 1933                | 70 · 71 · 72 | 1                                                              | 1926 Perse la rielezione come Indipendente                     |
| 9       |              | Richard L. Murphy      | Democratico     | 4 marzo 1933     | 16 luglio 1936              | 73 · 74 | 1⁄2                                                            | 1933 Deceduto                                                  |
| Vacante | Vacante      | Vacante                | Vacante         | 16 luglio 1936   | 3 novembre 1936             | 74 |                                                                |                                                                |
| 10      |              | Guy Gillette           | Democratico     | 3 novembre 1936  | 3 gennaio 1945              | 75 · 76 · 77 · 78 | 1 1⁄2                                                          | Eletto per terminare il mandato · 1938 Perse la rielezione     |
| 11      |              | Bourke B. Hickenlooper | Repubblicano    | 3 gennaio 1945   | 3 gennaio 1969              | 79 · 80 · 81 · 82 · 83 · 84 · 85 · 86 · 87 · 88 · 89 · 90                                                                                  | 4                                                              | 1944 · 1950 · 1956 · 1962 Non ricandidatosi                    |
| 12      |              | Harold Hughes          | Democratico     | 3 gennaio 1969   | 3 gennaio 1975              | 91 · 92 · 93 | 1                                                              | 1968 Non ricandidatosi                                         |
| 13      |              | John Culver            | Democratico     | 3 gennaio 1975   | 3 gennaio 1981              | 94 · 95 · 96 | 1                                                              | 1974 Perse la rielezione                                       |
| 14      |              | Chuck Grassley         | Repubblicano    | 3 gennaio 1981   | in carica                   | 97 · 98 · 99 · 100 · 101 · 102 · 103 · 104 · 105 · 106 · 107 · 108 · 109 · 110 · 111 · 112 · 113 · 114 · 115 · 116 · 117 · 118 · 119 · 120 | 8                                                              | 1980 · 1986 · 1992 · 1998 · 2004 · 2010 · 2016 · 2022          |